# Olencira lamarckii
Olencira lamarckii är en kräftdjursart som beskrevs av Leach 1818. Olencira lamarckii ingår i släktet Olencira och familjen Cymothoidae. Inga underarter finns listade i Catalogue of Life.